# Nephtys phyllocirra
Nephtys phyllocirra är en ringmaskart som beskrevs av Ehlers 1887. Nephtys phyllocirra ingår i släktet Nephtys och familjen Nephtyidae. Inga underarter finns listade i Catalogue of Life.